# Pedro Pinto Rubianes
Pedro Alfredo Pinto Rubianes (Quito, 31 de enero de 1931 - Quito, 18 de abril de 2022) fue un político ecuatoriano. Fue Vicepresidente del Ecuador, entre el 27 de enero de 2000 y el 15 de enero de 2003, durante la presidencia de Gustavo Noboa. 

## Biografía
Pedro Alfredo nació el 31 de enero de 1931, en Quito, capital de Ecuador.
Fue economista, obteniendo un título de ingeniero industrial en Alemania.

### Vida política
Fue Ministro de Finanzas en el gobierno de Osvaldo Hurtado y diputado por la provincia de Pichincha entre 1998 y 2000.
Fue elegido por el Congreso Nacional del Ecuador, para ocupar el puesto de vicepresidente del Ecuador, dejado vacante cuando Noboa fue elegido presidente del Ecuador.

### Fallecimiento
Falleció en la tarde del 18 de abril del 2022 en su domicilio en Quito, confirmado en las redes sociales a través de un comunicado de sus familiares.